# Matt Busby
Sir Alexander Matthew Busby CBE (26. svibnja 1909. – 20. siječnja 1994.), legendarni škotski nogometaš i trener, smatran najboljim trenerom u povijesti engleskog, ako ne i svjetskog nogometa.
Rodio se u dvosobnoj lugarovoj kućici u rudarskom selu Orbinston (danas dio Bellshilla).
Odgojen je kao praktični rimokatolik s litavskom krvi. U nogometaškoj karijeri igrao je samo za dva kluba. Oca i sve ujake odnio mu je Prvi svjetski rat. Kad je izbio Drugi svjetski rat, Matt se prijavio u vojsku i nastavio igrati samo pasivno. Nakon završene nogometaške karijere, okrenuo se trenerskom pozivu iako nije imao formalne trenerske naobrazbe. Kada mu Liverpool nije htio dati upravljačke ovlasti, prešao je u Manchester United kojeg je vodio od 1945. do 1969. godine i ponovno za sezonu 1970./1971. U Manchesteru je stvorio velikane nogometa, kao što su Denis Law, Bobby Charlton, i George Best. Njegova momčad zvana je "Busbyeve bebe" zbog mladosti igrača koji su igrali.
Najteži dan u povijesti Manchester Uniteda dogodio se 6. veljače 1958. godine. Kada se momčad ManU vraćala kući nakon pobjede nad Crvenom zvezdom, njihov avion srušio se na pisti u Münchenu. Poginulo je 23-oje ljudi. Dvojica igrača zadobila su takve ozljede da nikad više nisu zaigrali nogomet. Nakon dva mjeseca oporavka, trener se vratio u momčad. Manchester United se vratio pobjedama tek 1963. godine. Prvaci Engleske bili su 1965. i 1967., a tijekom sezone 1965./1966. nisu osvojili naslov što ih je spriječilo da postignu prvi hat-trick u povijesti kluba. Najveći uspjeh klub je postigao je 1968. osvajanjem Europskog kupa.
Iduće godine otišao je u mirovinu. Predsjednik M.U. postao je 1982. godine.
Matt Busby umro je 1994. u 84. godini od raka. Pokopan je na Južnom groblju, u Manchesteru.
Jimmy McDougall, Tom Bradshaw i on su najbolja linija polušpice koju je Liverpool ikad imao.
On i Bob Paisley bili su veliki prijatelji.